# Høgni Hoydal
Høgni Karsten Hoydal (Koppenhága, 1966. március 28.) feröeri politikus. A Tjóðveldi vezetője, a Løgting és a Folketing tagja.

## Pályafutása
2004-ben történelem-kommunikáció szakon szerzett mesterdiplomát Roskildében, majd tengerészként, tanársegédként és újságíróként dolgozott, többek között a Sjónvarp Føroyánál. Az 1998-as választásokon pártja 8 helyet szerzett (ő is ekkor lett képviselő), és kormányerővé vált, ő pedig igazságügy-miniszteri és miniszterelnök-helyettesi posztot kapott. A 2002-es választásokat is sikerrel vették, a kibővített koalíció azonban 2003. december 5-én felbomlott, és az új választások eredményeképpen a Tjóðveldi ellenzékben maradt.

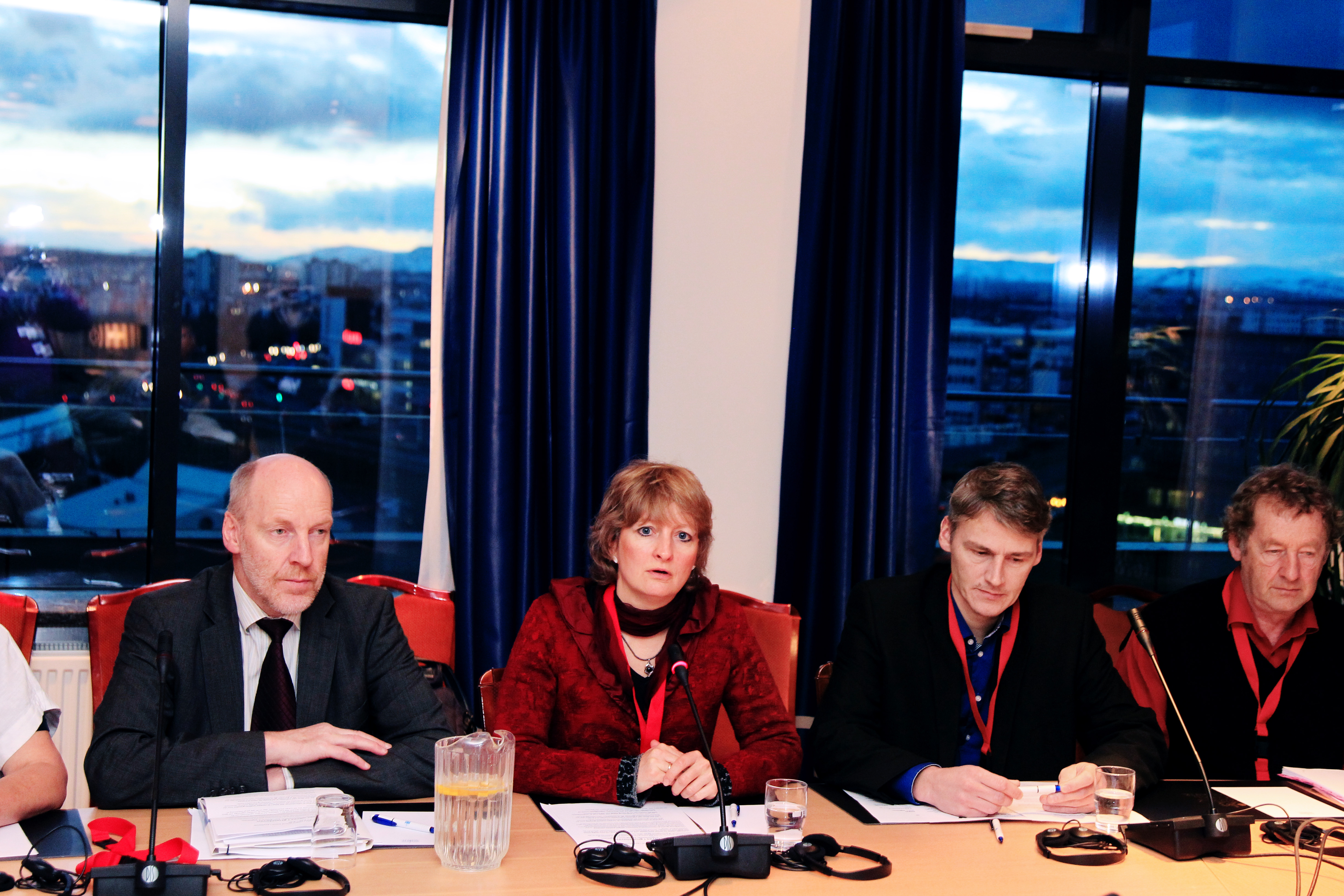
Sajtótájékoztató az Északi Tanács ülése után, 2010-ben

Hoydalt 2001-ben a dán parlament tagjává választották (bár 2003-ig kormányzati szerepe miatt Tórbjørn Jacobsen töltötte be a helyét), majd 2005-ben és 2007-ben is újraválasztották. A 2008. január 19-i választások után pártja belépett a Jóannes Eidesgaard vezette koalícióba, ő pedig külügyminiszteri posztot kapott, de ezt csak a szeptemberi kormányváltásig viselte.

## Családja
Szülei Gunnvør Hoydal biológus és Kjartan Hoydal halbiológus. Feleségével, Hildur Hermansennel és három gyermekükkel együtt Hoyvíkban él. Nagynénje az ismert énekes, Annika Hoydal, Gunnar Hoydal író pedig apjának ikertestvére.